# Jens Baggesen

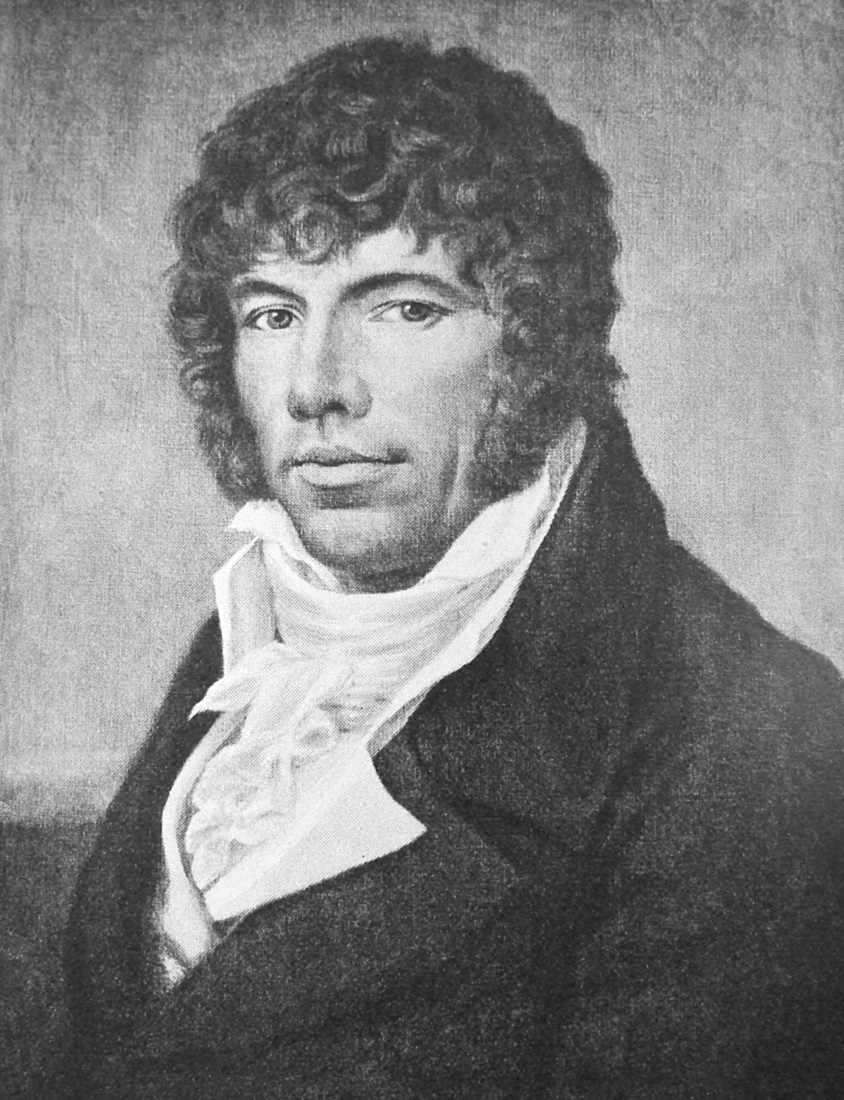
Jens Baggesen

Jens Immanuel Baggesen (ur. 15 lutego 1764 w Korsør, zm. 3 października 1826 w Hamburgu) – duński poeta i prozaik. 
Studiował teologię. Wiele lat przebywał za granicą i długo pozostawał pod wpływem kultury niemieckiej. W niepozbawionej sentymentalizmu twórczości Baggesena dochodzą do głosu zarówno oświeceniowy racjonalizm, jak i romantyczna uczuciowość. Na jego literacki dorobek składają się miniatury liryczne, poemat, libretto operowe i obrazki satyryczne prozą